# Баранова, Надежда Андреевна
Надежда Андреевна Баранова (укр. Надія Андріївна Баранова; род. 5 июля 1983, Чернигов) — украинская футболистка, вратарь. Известная по выступлениям в составе женской сборной Украины, а также ряде российских и украинских клубов. Участница чемпионата Европы по футболу среди женщин (2009). Лучшая футболистка Украины (2008). Мастер спорта Украины.

## Биография
Надежда Баранова родилась в спортивной семье. В детстве занималась плаванием, а в футбол пришла по совету отца, который был поклонником этого вида спорта. Первым тренером девушки стал Сергей Умен.
На протяжении игровой карьеры выступала в командах клубов «Легенда» (Чернигов) и «Звезда-2005» (Пермь). Неоднократная чемпионка и обладательница Кубков Украины и России. Принимала участие в матчах женской Лиги чемпионов. После завершении карьеры играла в составе пляжных футбольных клубов «Кристалл» и «Нева-Сити».
С 2004 по 2012 год привлекалась к играм сборной Украины. Участница чемпионата Европы 2009 года, где выходила на поле во всех трёх матчах своей команды. Также сыграла не менее 6 матчей в отборочных турнирах чемпионатов мира и Европы.

## Достижения

### Командные
- Чемпионка Украины (4): 2000, 2001, 2002, 2005
- Серебряный призёр чемпионата Украины (3): 2003, 2004, 2006
- Обладательница Кубка Украины (3): 2001, 2002, 2005
- Финалистка Кубка Украины (3): 2003, 2004, 2006
- Чемпионка России (3): 2007, 2008, 2009
- Бронзовый призёр чемпионата России (1): 2010
- Обладательница Кубка России (2): 2007, 2011/12
- Финалистка Кубка России (2): 2008, 2009

### Личные
- Мастер спорта Украины
- Лучшая футболистка Украины (2008)